# Ayo Technology
«Ayo Technology» — четвертий сингл американського репера 50 Cent з його третього студійного альбому Curtis.
За інформацією HipHopDX, пісню перейменовували тричі. Як «Ayo Pornography» трек уперше потрапив до мережі у травні 2007. У червні назву змінили на «Ayo Technology», у липні — на «She Wants It» і зрештою — знову на «Ayo Technology». У 2008 його номінували на Ґреммі в категорії «Найкраща реп-пісня». У тексті зроблено сильний акцент на сексуальних фантазіях, хтивих рухах тіла (наприклад, коли Тімберлейк співає рядок «Why don't you sit down on top of me») й проведенні часу в нічних клубах.

## Ремікси й кавер-версії
Ремікс репера Krayzie Bone «Perfect Execution» увійшов до його мікстейпу The Fixtape: Smoke on This (2008). Акустичний кавер бельгійської співачки Milow видали в ряді європейських країн, він потрапив до чартів Нідерландів, Бельгії, Іспанії, Швеції, Швейцарії, Німеччини (платиновий статус, понад 300 тис. проданих копій) і Румунії. У березні 2009 вийшла версія Катеріни Авґоустакіс (її перший міжнародний сингл; пісня мала значний успіх, перебувала 1 тиждень на 1-му місці у польському офіційному чарті радіопісень), а у вересні того ж року — британки Skyla. Рокабілі-гурт The Baseballs грав попурі з «Ayo Technology», «Poker Face» і «Jungle Drum» під час туру. Британський дует Jaqobi записав свю версію, що увійшла до міні-альбому Two Brothers, a Guitar & a Bar (2010). Їхній співвітчизник Крейґ Девід зробив ремікс власної композиції «Hot Stuff (Let's Dance)», використовуючи фрагменти «Ayo Technology».

## Відеокліп
Режисер: Джозеф Кан. Прем'єра кліпу, знятого в Північному Лондоні, відбулась 2 червня 2007 на телеканалі BET. В інтерв'ю MTV 50 Cent заявив: 
Як бачите, у відео я не в своїй звичайній формі чи костюмі. Але настав час зробити щось трохи інше, й це ідеальний час для мене, щоб фактично змінити свій зовнішній вигляд. Таким мене можна побачити на червоній доріжці, але не у відеокліпах. Найбільші труднощі: створити природну атмосферу й не справити враження удаваності. [...] Іноді ви перебуваєте в кімнаті, де повно людей, котрі дивляться на вас одночасно, просто спостерігаючи за тим, що ви збираєтеся робити. Вам слід розслабитися й просто зробити це.
Timbaland пересуває руками комп'ютерні інтерфейси (сцена знята під впливом фільму «Особлива думка» (англ. «Minority Report»). Дії Тімберлейка схожі на його роль у власному кліпі «SexyBack».

## Список пісень
Британський CD-сингл
1. «Ayo Technology» — 4:07
2. «I Get Money [Straight to the Bank Pt. 2]» — 4:00

## Чартові позиції
Окремок дебютував на 22-ій сходинці Billboard Hot 100 (пізніше піднявся на 5-ту), 10-ій позиції UK Singles Chart (лише за результатами цифрових завантажень; пізніше піднявся на 2-гу, ставши найуспішнішим синглои репера у Великій Британії на той час, у 2013 аналогічне досягнення повторив My Life), 8-му місці New Zealand Singles Chart (пізніше піднявся на 1-ше; протримався на цій позиції 3 тижні поспіль). Сингл перебував у чарті 22 тижні й отримав золотий статус за більш ніж 7,5 тис. проданих копій.

### «Ayo Technology»
| Чарт (2007–2008)                   | Найвища позиція |
| ---------------------------------- | --------------- |
| Австралія                          | 10              |
| Велика Британія                    | 2               |
| Данія                              | 7               |
| Ірландія                           | 3               |
| Канада                             | 12              |
| Нідерланди                         | 17              |
| Німеччина                          | 3               |
| Deutsche Black Charts              | 1               |
| Нова Зеландія                      | 1               |
| Норвегія                           | 7               |
| Румунія                            | 9               |
| США                                | 5               |
| US Billboard Hot R&B/Hip-Hop Songs | 41              |
| US Billboard Pop Songs             | 11              |
| US Billboard Rap Songs             | 10              |
| Угорщина (Rádiós Top 40)           | 16              |
| Франція                            | 5               |
| Чехія (Чарт радіопісень)           | 9               |
| Швейцарія                          | 2               |
| Швеція                             | 8               |

#### Річні чарти
| Рік  | Чарт      | Позиція |
| ---- | --------- | ------- |
| 2007 | Німеччина | 37      |

### Кавер-версія Milow
| Чарт (2008–2010)           | Найвища позиція |
| -------------------------- | --------------- |
| Австрія                    | 2               |
| Валлонія                   | 5               |
| Данія                      | 1               |
| Європа                     | 6               |
| Іспанія                    | 1               |
| Іспанія (Чарт радіопісень) | 3               |
| Італія                     | 5               |
| Канада                     | 70              |
| Нідерланди                 | 1               |
| Німеччина                  | 2               |
| Фінляндія                  | 10              |
| Фландрія                   | 1               |
| Франція                    | 8               |
| Чехія (Чарт радіопісень)   |                 |
| Швейцарія                  | 1               |
| Швеція                     | 1               |

#### Річні чарти
| Чарт (2009)                  | Позиція |
| ---------------------------- | ------- |
| Іспанія (Топ-20 радіопісень) | 6       |
| Італія                       | 36      |
| Німеччина                    | 3       |
| Швейцарія                    | 3       |
| Швеція                       | 3       |

#### Чарти десятиліття
| Чарт (2000–2009) | Позиція |
| ---------------- | ------- |
| Німеччина        | 34      |